# Sabulodes arsesaria
Sabulodes arsesaria är en fjärilsart som beskrevs av Walker 1860. Sabulodes arsesaria ingår i släktet Sabulodes och familjen mätare. Inga underarter finns listade.